# Omán en los Juegos Olímpicos de Atlanta 1996
Omán estuvo representado en los Juegos Olímpicos de Atlanta 1996 por cuatro deportistas masculinos que compitieron en cuatro deportes.
El portador de la bandera en la ceremonia de apertura fue el tirador Jalifa Al-Jatri. El equipo olímpico omaní no obtuvo ninguna medalla en estos Juegos.